# 13337 Sampath
13337 Sampath eller 1998 SZ114 är en asteroid i huvudbältet som upptäcktes den 26 september 1998 av LINEAR i Socorro County, New Mexico. Den är uppkallad efter Vimala Sampath.
Asteroiden har en diameter på ungefär 5 kilometer.